# 12814 Vittorio
12814 Vittorio là một tiểu hành tinh vành đai chính với chu kỳ quỹ đạo là 1278.9624147 ngày (3.50 năm).
Nó được phát hiện ngày 13 tháng 2 năm 1996.